# Mark Metcalf
Mark Howes Metcalf (* 11. března 1946 Findlay, Ohio) je americký herec.
V televizi i ve filmu začal hrát v polovině 70. let 20. století, objevil se např. ve snímcích Julie (1977) a Zvěřinec časopisu National Lampoon (1978). V dalších letech působil v menších rolích např. v seriálech Poldové z Hill Street, Miami Vice, Právo v Los Angeles, Walker, Texas Ranger, Melrose Place či Show Jerryho Seinfelda. V letech 1997–1998 a 2002 ztvárnil v seriálu Buffy, přemožitelka upírů postavu Pána, přičemž tuto roli si zopakoval v roce 2000 v jedné epizodě seriálu Angel. Dále se objevil např. v seriálech Star Trek: Vesmírná loď Voyager, Ally McBealová, JAG nebo Šílenci z Manhattanu. Po roce 2000 hrál především ve filmech, jako jsou Honba za výhrou, Hranice odvahy či Billy Club.